# Неонілинська сільська рада
Неоні́линська сільська рада (рос. Неонилинский сельский совет) — сільське поселення у складі Шадрінського району Курганської області Росії.
Адміністративний центр — село Неонілинське.
Населення сільського поселення становить 363 особи (2017; 403 у 2010, 544 у 2002).

## Склад
До складу сільського поселення входять:
| Населений пункт    | Населення, осіб (2002) | Населення, осіб (2010) |
| ------------------ | ---------------------- | ---------------------- |
| Крюкова, присілок  | 18                     | -                      |
| Неонілинське, село | 375                    | 305                    |
| Тітова, присілок   | 151                    | 98                     |